# Free Pascal
Free Pascal (també FPC o FPK Pascal) és un compilador per al llenguatge Pascal, desenvolupat com a programari lliure.

## Característiques
Les seves principals característiques són:
- Compatibilitat parcial amb les extensions al llenguatge Pasqual introduïdes per Turbo Pascal i Delphi (objectes, etc.), i total per als programes en mode consola, no tenint en compte aquestes extensions.
- Multiplataforma: Windows, Linux, Mac OS X, FreeBSD, etc.
- Multiarquitectura: x86, x86_64, PowerPC, SPARC, ARM.

## Particularitats
La genericitat es defineix amb les paraules clau generic i specialize, mentre que a Delphi, aquestes paraules no s'usen. Heus aquí un exemple:

type

  generic TList<T> = class

    ...

  end;

  TIntegerList = specialize TList<Integer>;

És possible utilitzar la sintaxi C per sumar, multiplicar, etc.:
```
function
 
Suma
(
a
,
b
:
 
integer
)
:
 
integer
;

begin

 
{ càlcul de la suma de a i b }

 
result
 
:=
 
0
;

 
result
 
+=
 
a
;

 
result
 
+=
 
b
;

end
;

```

El programa Hola món a Free Pascal:
```
program
 
hola
;

begin

 
writeln
(
'Hola món'
)
;

end
.

```